# Basílica de San Servacio (Maastricht)
La basílica de San Servacio (en neerlandés: Sint-Servaasbasiliek) es una iglesia católica dedicada a San Servacio en la ciudad de Maastricht, en los Países Bajos. Se trata de una iglesia de arquitectura híbrida, pero principalmente románica que se encuentra junto a la iglesia gótica de San Juan, frente a la plaza principal de la ciudad, Vrijthof.
La iglesia de hoy en día es probablemente la cuarta iglesia que fue construida en el sitio en la tumba de San Servacio, un misionero armenio que fue obispo de Tongeren y que murió presuntamente en 384 en Maastricht.

## Historia
San Servacio, un misionero armenio que era obispo de Tongeren se refugió, bajo la amenaza de las incursiones germánicas, en Maastricht, donde murió en 384. Fue enterrado, según la costumbre romana, a lo largo de una via pasante. Por encima de su tumba se construyó una pequeña capilla, que fue sustituida por  Monulfo y Gundulfo  por una gran iglesia de piedra (llamada Magnum Templum) hacia 550.
En 721, Carlos Martel derrotó a los sarracenos en Narbona. Atribuyendo la victoria a la protección de San Servacio, los carolingios hicieron construir un nuevo edificio. Alrededor de 1000, el preboste Gondulfo añadió un deambulatorio alrededor del sarcófago de San Servacio. Enrique III asistió a la consagración del lugar con doce obispos.
Para reemplazar ese templo, se construyó una nueva iglesia basándose en el modelo de las basílicas románicas por orden de Humberto. La construcción se completó en 1180 con la realización del nártex. También se añadieron dos torres y un portal gótico, el  bergportaal. Las capillas laterales eran de estilo gótico. Entre 1440 y 1460, se dispusieron bóvedas de crucería cubriendo las naves y el transepto.
Tres flechas barrocas se añadieron más adelante, aunque luego fueron demolidas por el arquitecto P. Cuypers en la restauración de 1886.

## Importancia artística
A pesar de que el actual edificio transmite una imagen de mezcla de estilos arquitectónicos, la iglesia de San Servacio se considera que es uno de los edificios religiosos más importantes del antiguo Principado de Lieja. Tanto el coro oriental como el Westwerk de la iglesia de Maastricht han tenido una gran influencia en el desarrollo de la arquitectura románica en los valles del Mosa y del Rin. Varios autores han señalado la importancia de la escultura románica tardía del portal meridional en el desarrollo temprano de la escultura gótica en Francia.
El ábside está inspirado en el de la catedral de Espira, donde eran coronados los emperadores alemanes.
Al sur se encuentra el baptisterio y el Bergportaal ('portal de la montaña'), que se encuentra en el sitio de una colina. Su construcción se inició entre 1225 y 1250 y estuvo influenciado por el estilo gótico francés, en particular por la catedral de Senlis.  Los tímpanos muestran tres retablos: Dormición, Asunción y Coronación de María; y las arquivoltas presentan a los patriarcas, profetas y reyes de Israel. El árbol genealógico de San Servacio, que figura en el bergportaal, se remonta a Jesucristo.
La parte occidental tiene dos torres y anteriormente contaba con tres. Para sostener el conjunto, se construyeron muros con arcadas, conectando la iglesia con la prebóveda. En el norte se encuentran el claustro y en el centro el jardín.  
Actualmente, la entrada principal situada al este y está constituida por dos grandes puertas de bronce, colocadas recientemente en 1989. La del norte (con el escudo de armas papal, recordando la visita del papa Juan Pablo II de 14 de mayo de 1985) fue hecha por Appie Drielsma, mientras que la puerta del sur (con dos ríos) fue realizada por Piet Killaars. Sus decoraciones se han inspirado en el Salmo 122,1.